# 1902-es magyar atlétikai bajnokság
Az 1902-es magyar atlétikai bajnokságot – amely a 7. bajnokság volt, hat számban rendezték meg.

## Eredmények

### Férfiak
| Versenyszám  | Arany               | Arany   | Ezüst                    | Ezüst   | Bronz                       | Bronz   |
| ------------ | ------------------- | ------- | ------------------------ | ------- | --------------------------- | ------- |
| 100 yard     | Hellmich Miksa OTE  | 10,5    | Mező Béla Magyar AC      |         | Kurt Doerry Preussen Berlin |         |
| 440 yard     | Hellmich Miksa OTE  | 55,8    | Niessner Aladár MFC      |         | Ullerich Ferenc BEAC        |         |
| 1 mérföld    | Brédl Pál Magyar AC | 4:48,0  | Bodor Ödön MUE           |         | Leopold Sax Wiener AC       |         |
| 120 yard gát | Kováts Nándor BBTE  | 17,0    | Mattyók Kálmán BBTE      |         | Kirchknopf Ferenc Magyar AC |         |
| távolugrás   | Gajzágó Tibor BEAC  | 654 cm  | Schubert Ernő MUE        | 640 cm  | Koppán Pál Magyar AC        | 594 cm  |
| súlylökés    | Kozla András BEAC   | 12,00 m | Crettier Rezső Magyar AC | 11,88 m | Porteleky László Magyar AC  | 10,74 m |